# بلندی‌های بادگیر (فیلم ۱۹۲۰)
«بلندی‌های بادگیر» (انگلیسی: Wuthering Heights (1920 film)) یک فیلم است که در سال ۱۹۲۰ منتشر شد. این فیلم اولین ساخته سینمایی بر اساس رمان بلندی‌های بادگیر نوشته امیلی برونته است. مشخص نیست که آیا نسخه ای از این فیلم هنوز باقی مانده‌است یا خیر و در حال حاضر فیلمی گمشده محسوب می‌شود.